# コート・マッギー
コート・マッギー（Court McGee、1984年12月12日 - ）は、アメリカ合衆国の男性総合格闘家。ユタ州オグデン出身。ザ・ピット所属。TUF 11ミドル級優勝。コート・マクギーとも表記される。
プロボクサーとしても4回戦への出場経験を有する。

## 来歴
6歳のときに空手とレスリングを始める。高校時代にドラッグ中毒に陥るも更生し、プロボクシングやブラジリアン柔術の試合に出場。2007年2月に初めて総合格闘技の試合に出場。翌3月にはプロの試合に出場を開始した。同年6月16日のUCE Round 26では、後のTUFシーズン9ファイナリストであるダマルケス・ジョンソンをギロチンチョークで降している。
2007年12月1日、ユタ州ソルトレイクシティで行われたUltimate Combat Experienceでジェレミー・ホーンと対戦し、0-3の判定負けでキャリア初黒星を喫した。この試合に出場するにあたって、前職を辞し、プロ総合格闘技に専念している。

### TUF
2010年、リアリティ番組「The Ultimate Fighter」のシーズン11に参加。初回のエリミネイションバウトではセス・バジンスキーに判定勝ちを収め、合宿所行きの権利を手にした。合宿所ではチャック・リデル率いるチーム・リデルに6位指名で所属。トーナメント初戦でチーム・パニッシュメントのニック・リングと対戦し判定0-2で敗れシーズンを脱落。この試合の判定内容は後に物議を醸す結果となった。その後、チームメイトのリッチ・アトニートの負傷欠場によりシーズンに欠員が生じたため、ダナ・ホワイトの一存で復活を果たし、リングとの再戦が決定するものの、今度はリングが前十字靭帯の損傷のためシーズンを離脱した。そのため、2回戦では替わってチーム・パニッシュメントのジェイムズ・ハマーツリーと対戦し、ギロチンチョークで一本勝ちを収めた。準決勝ではチームメイトのブラッド・タヴァレスをチョークスリーパーで失神させ、一本勝ちで決勝進出を果たした。

### UFC
2010年6月19日、UFCデビュー戦となったフィナーレ大会では、同じくチーム・リデルに所属していたクリス・マックレーとトーナメント決勝を争い、チョークスリーパーで一本勝ち。優勝を果たした。また、この試合でサブミッション・オブ・ザ・ナイトを受賞した。

## 戦績

### 総合格闘技
| 総合格闘技 戦績 | 総合格闘技 戦績 | 総合格闘技 戦績 | 総合格闘技 戦績 | 総合格闘技 戦績 | 総合格闘技 戦績 | 総合格闘技 戦績 |
| --------------- | --------------- | --------------- | --------------- | --------------- | --------------- | --------------- |
| 36 試合         | (T)KO           | 一本            | 判定            | その他          | 引き分け        | 無効試合        |
| 22 勝           | 5               | 6               | 11              | 0               | 0               | 0               |
| 14 敗           | 3               | 0               | 11              | 0               | 0               | 0               |

| 勝敗 | 対戦相手                         | 試合結果                          | 大会名                                                                                 | 開催年月日     |
| ×    | マイケル・キエーザ               | 5分3R終了 判定0-3                 | UFC on ESPN 69: Usman vs. Buckley                                                      | 2025年6月14日  |
| ○    | ティム・ミーンズ                 | 1R 3:19 ネッククランク            | UFC 307: Pereira vs. Rountree                                                          | 2024年10月5日  |
| ×    | アレックス・モロノ               | 5分3R終了 判定0-3                 | UFC Fight Night: Allen vs. Curtis 2                                                    | 2024年4月6日   |
| ×    | マット・ブラウン                 | 1R 4:09 KO（右ストレート）        | UFC on ABC: Rozenstruik vs. Almeida                                                    | 2023年5月13日  |
| ×    | ジェレマイア・ウェルズ           | 1R 1:34 KO（左フック→パウンド）   | UFC on ESPN 37: Kattar vs. Emmett                                                      | 2022年6月18日  |
| ○    | ラミズ・ブラヒマイ               | 5分3R終了 判定3-0                 | UFC on ESPN 32: Kattar vs. Chikadze                                                    | 2022年1月15日  |
| ○    | クラウディオ・シウバ             | 5分3R終了 判定3-0                 | UFC Fight Night: Font vs. Garbrandt                                                    | 2021年5月22日  |
| ×    | カーロス・コンディット           | 5分5R終了 判定0-3                 | UFC on ESPN 16: Holm vs. Aldana                                                        | 2020年10月4日  |
| ×    | ショーン・ブレイディ             | 5分3R終了 判定0-3                 | UFC on ESPN 6: Reyes vs. Weidman                                                       | 2019年10月18日 |
| ×    | ディエゴ・リマ                   | 5分3R終了 判定1-2                 | UFC Fight Night: Jacaré vs. Hermansson                                                 | 2019年4月27日  |
| ○    | アレックス・ガルシア             | 5分3R終了 判定3-0                 | UFC Fight Night: Volkan vs. Smith                                                      | 2018年10月27日 |
| ×    | ショーン・ストリックランド       | 5分3R終了 判定0-3                 | UFC Fight Night: Poirier vs. Pettis                                                    | 2017年11月11日 |
| ×    | ベン・ソーンダース               | 5分3R終了 判定0-3                 | UFC Fight Night: Rodriguez vs. Penn                                                    | 2017年1月15日  |
| ○    | ドミニク・スティール             | 5分3R終了 判定3-0                 | UFC Fight Night: Rodriguez vs. Caceres                                                 | 2016年8月6日   |
| ×    | サンチアゴ・ポンジニッビオ       | 1R 4:15 TKO（スタンドパンチ連打） | UFC on FOX 19: Teixeira vs. Evans                                                      | 2016年4月16日  |
| ○    | マルシオ・アレッシャンドリ       | 5分3R終了 判定3-0                 | UFC 194: Aldo vs. McGregor                                                             | 2015年12月12日 |
| ×    | ライアン・ラフレアー             | 5分3R終了 判定0-3                 | UFC on FOX 9: Johnson vs. Benavidez 2                                                  | 2013年12月14日 |
| ○    | ロバート・ウィテカー             | 5分3R終了 判定2-1                 | UFC Fight Night: Condit vs. Kampmann 2                                                 | 2013年8月28日  |
| ○    | ジョシュ・ニアー                 | 5分3R終了 判定3-0                 | UFC 157: Rousey vs. Carmouche                                                          | 2013年2月23日  |
| ×    | ニック・リング                   | 5分3R終了 判定0-3                 | UFC 149: Faber vs. Barao                                                               | 2012年7月21日  |
| ×    | コンスタンティノス・フィリッポウ | 5分3R終了 判定0-3                 | UFC on FX 2: Alves vs. Kampmann                                                        | 2012年3月3日   |
| ○    | ヤン・ドンイ                     | 5分3R終了 判定3-0                 | UFC Fight Night: Shields vs. Ellenberger                                               | 2011年9月18日  |
| ○    | ライアン・ジェンセン             | 3R 1:21 肩固め                    | UFC 121: Lesnar vs. Velasquez                                                          | 2010年10月23日 |
| ○    | クリス・マックレー               | 2R 3:41 チョークスリーパー        | The Ultimate Fighter: Team Liddell vs. Team Ortiz Finale 【ミドル級トーナメント 決勝】 | 2010年6月19日  |
| ○    | デイル・ジャーヴィス             | 1R 3:47 TKO（パンチ連打）         | Xtreme Combat                                                                          | 2009年7月18日  |
| ○    | イジドロ・ゴンザレス             | 5分3R終了 判定3-0                 | Throwdown Showdown 2: The Return                                                       | 2008年9月26日  |
| ○    | ハンク・ワイス                   | 5分3R終了 判定3-0                 | Jeremy Horn's Elite Fight Night 2                                                      | 2008年5月17日  |
| ○    | チャド・マヒュー                 | 1R TKO（パンチ連打）              | Kraze in the Cage: Chapter 7, Vol. 2                                                   | 2008年3月22日  |
| ○    | クリント・ライザー               | 1R ギブアップ（パンチ連打）       | Kraze in the Cage: Chapter 7, Vol. 1                                                   | 2008年1月26日  |
| ×    | ジェレミー・ホーン               | 5分3R終了 判定0-3                 | Ultimate Combat Experience                                                             | 2007年12月1日  |
| ○    | ジャスティン・エリッソン         | 1R 2:33 ギブアップ（パンチ連打）  | Cage Fighting Championship 3                                                           | 2007年8月10日  |
| ○    | ダマルケス・ジョンソン           | 3R 1:50 ギロチンチョーク          | UCE Round 26: Finals                                                                   | 2007年6月16日  |
| ○    | ベン・フィマオノ                 | 3R 2:53 肩固め                    | UCE Round 26: Episode 9 Day 2                                                          | 2007年6月2日   |
| ○    | ジャーレット・ケルトン           | 2R 1:40 TKO（パンチ連打）         | UCE Round 26: Episode 6                                                                | 2007年5月12日  |
| ○    | ニック・ロスボロー               | 3分3R終了 判定3-0                 | UCE Round 26: Episode 3                                                                | 2007年4月21日  |
| ○    | ライ・ストーン                   | 2R 1:06 ギブアップ                | Busch Cree Promotions                                                                  | 2007年3月30日  |

### プロボクシング
- 2戦2勝

## 獲得タイトル
- The Ultimate Fighter 11 ミドル級トーナメント 優勝（2010年）

## 表彰
- 空手 黒帯
- カジュケンボ 黒帯
- UFC サブミッション・オブ・ザ・ナイト（1回）